# Alfred van der Smissen
Le baron Alfred Louis Adolphe Graves, van der Smissen est un général belge né le 1er février 1823 à Bruxelles et mort le 16 juin 1895 dans la même ville.

## Biographie
Alfred van der Smissen est le second fils de Jacques Van der Smissen, un officier d'artillerie belge qui s’enrôla en 1807 dans la Grande Armée de Napoléon, où il obtint le grade de major. Sa mère est Louise Catherine Colleton Graves, fille du contre-amiral Richard Graves (1758-1836) et nièce de Thomas Graves, qui participa au débarquement du corps expéditionnaire français de Jean-Baptiste-Donatien de Vimeur de Rochambeau près de Yorktown. 
On dit de lui qu’il est hautain, vaniteux, égoïste à l’extrême et qu’il n’a de considération pour quelqu’un que si cela peut lui servir à quelque chose. Jules Devaux, secrétaire du roi, le décrit comme suit : « Bon officier, dévoué et courageux comme un lion, mais avec un point d'ombre : l’homme n’a pas de cervelle, il est susceptible et à besoin d’assistance et de directives ».

### Dans la Légion étrangère
En 1851, van der Smissen combat quatre mois en Kabylie dans les rangs de la Légion étrangère. Il se distingue également en Algérie par son courage et ses qualités militaires. Il y acquiert l'estime du général de Saint-Arnaud — ce même général ayant instauré une prime à la tête coupée pour donner du cœur à l'ouvrage de ses troupes, — et reçoit la Légion d'honneur.

### Militaire au Mexique
De la fin de 1864 à janvier 1867, le Second Empire mexicain obtient la collaboration de deux autres forces armées étrangères. Le premier se composait de six mille cinq cents hommes recrutés dans l'empire austro-hongrois et le second de quinze cents recrutés en Belgique. Un bataillon de régiment de grenadiers participe à la campagne du Mexique. 
Le roi Léopold Ier avait un grand intérêt pour l'entreprise impériale.  De plus, c'était une opportunité pour l'agrandissement de la Belgique qui favoriserait la consolidation d'une économie en pleine expansion.
Proche du roi, Alfred van der Smissen jouit de sa confiance et, en 1859, devient aide de camp du général Chazal, ministre de la guerre dans le gouvernement belge. Celui-ci le fait nommer à la tête du corps expéditionnaire belge au Mexique avec le grade de colonel. 
Le 14 novembre 1864, lors de la deuxième expédition, il n'y avait que 399 hommes et quatre cuisiniers prêts à embarquer. Seul un cinquième d'entre eux était composé de militaires. Les autres étaient des artisans sans emploi, des étudiants et des vendeurs, la plupart très jeunes et sans formation militaire. Arrivés au Mexique, Van der Smissen n'a pas caché son mécontentement et a déclaré que le détachement « est composé de petits gosses [...] ils se laissent désarmer par les Mexicains ou ils perdent les prisonniers qui leur sont confiés le long de la route ».
Au cours des cinq mois qu'a duré la campagne, les Belges ont participé à trois actions de guerre : Zitácuaro, Tácambaro et La Loma.
En mars 1865, le corps des volontaires belges exécute sa première mission militaire sous ses ordres. François Achille Bazaine ordonne à van der Smissen une expédition punitive envers la population rebelle de Zitacuaro. L'endroit est désert et les légionnaires belges ne trouvent plus personne, Il fait détruire l’église, pille et incendie les habitations. Des familles entières des villages voisins s’enfuient dans les rues, tandis, les chevaux, les mules et le bétail sont abattus. L’intervention de van der Smissen est tellement impitoyable que même sa troupe est sous le choc.
Le 11 avril a lieu la bataille de Tacámbaro, où le contingent belge est attaqué par les troupes du général Nicolás Régules en supériorité numérique écrasante. Quatre compagnies de voltigeurs belges se font surprendre. Après une résistance acharnée de huit heures, les Belges sont contraints à la reddition. Régulès confie les 203 prisonniers belges au colonel José Trinidad Villagómez (1838-1865), avec mission de les conduire vers la petite ville de Huetamo, sur le rio de Las Balzas, à quelques lieues du Pacifique.
Les Belges, sous les ordres du major Constant Tydgadt, sont contraints de capituler. Le 15 avril, van der Smissen, ivre de rage et de honte, arrive à Tacámbaro et couvre de reproches le major Tydgadt grièvement blessé lors des combats et qui succombe quelques heures plus tard,. Le 16 juillet, van der Smissen obtient sa revanche en remportant la victoire à la bataille de la Loma, près de Tacámbaro.
Van der Smissen fait exécuter deux déserteurs.  Dans une lettre adressée le 3 juin 1865 à la légation belge de Mexico, il souligne : « [...] j’avais dans mon corps l’esprit de désertion ». Pour enrayer ce risque de contagion qui à présent l’obsédait, le chef avait déjà fait quelques exemples sans trop s’embarrasser des formes légales de la justice. Il avait en outre commandé en personne les pelotons d'exécution.

### Une paternité mystérieuse
Des rumeurs attribuent à Alfred van der Smissen la paternité du général Weygand. L'historien André Castelot évoque le témoignage du roi Léopold III de Belgique qui lui aurait déclaré, lors d'une entrevue à Argenteuil « Weygand est le fils de van der Smissen ». D'après cette thèse, une amitié et une certaine intimité qui liaient van der Smissen à l'impératrice Charlotte du Mexique, sœur du roi Léopold II de Belgique, peuvent laisser croire que celle-ci serait la mère de Weygand. Cependant, en janvier 1867, date de naissance à Bruxelles, d'un enfant inscrit à l'état-civil « né de parents inconnus », l'impératrice Charlotte était à l'étranger depuis plusieurs années et ne reviendra en Belgique qu'en juillet 1867, plus de six mois après la naissance de l'enfant. La thèse de la paternité de van der Smissen est fondée sur l'hypothèse d'une relation intime de Van der Smissen et de Charlotte cependant jamais étayée de faits concrets. La protection qui aurait été exercée à distance par le roi des Belges, protection jamais étayée de faits concrets non plus, sur cet enfant qu'il aurait fait adopter (mais Maxime ne fut jamais adopté) sous le nom de de Nimal, puis, plus tard, reconnu par un Français nommé Weygand, employé comptable de la firme David de Léon Cohen à Marseille, conforterait cette thèse - thèse plus que contestable - aux yeux de certains.
Des photos de Van der Smissen et de Weygand adulte renforceraient encore cette croyance en montrant la ressemblance entre les deux hommes, ce qui apparut dans une émission de télévision de l'historien Alain Decaux. Ces photos ont aussi été publiées dans des articles et des ouvrages, notamment dans un livre de Dominique Paoli.
Le fait que van der Smissen ait effectivement eu un enfant illégitime (voir ci-dessous), dont la naissance fut cachée (en brouillant les pistes par l'accouchement de la mère à Lille, en France, plutôt qu'à Bruxelles), et dont la mère était une dame d'un niveau social assez honorable, que cet enfant devenu adulte ait également été militaire et ait vécu à Paris où il est mort relativement jeune dans une certaine obscurité, a bien sûr pu induire en erreur de nombreuses personnes et peut-être ainsi même Léopold III qui pensait que Weygand était l'enfant illégitime de van der Smissen.

### Retour en Belgique
Le 10 mars 1867, Alfred van der Smissen rentre en Belgique, s'installe au numéro 11 de la rue du Marteau à Bruxelles et il est nommé officier d'ordonnance du roi Léopold II. 
En 1879, il est commandant militaire de la place de Bruxelles et publie l'Organisation des forces nationales. En 1887, il soutiendra la nécessité d'un service militaire dans un ouvrage intitulé le Service personnel et la loi militaire. Retiré du service actif, il publiera encore Souvenirs du Mexique, livre dans lequel il met en scène sa campagne militaire à la tête du contingent belge au service de l'empereur Maximilien.

#### Grève belge de 1886 et massacre à Roux
En 1886, la Belgique traverse une grave crise économique : forte baisse des salaires, chômage généralisé, journée de treize heures pour ceux qui ont du travail. En mars 1886, des émeutes éclatent à Liège, puis dans les régions de Charleroi — notamment à Roux — et du Centre. Le 26 mars, la verrerie et le château de l'industriel Eugène Baudoux à Jumet sont pillés et incendiés. Le gouvernement charge le général van der Smissen de réprimer les troubles, ce qu'il fait sans aucune retenue et en faisant fi des lois en vigueur, en donnant l'ordre de tirer sur n'importe quel groupe de protestataires, sans la moindre sommation, à la seule condition que le groupe marche en direction de la troupe. « Le colonel Kerrinkx doit agir contre les anarchistes et les incendiaires avec la plus grande vigueur et en faisant résolument usage des armes... » (télégramme du général van der Smissen au ministre de la Guerre du 26 mars) « La garde civique est tenue de faire feu sans sommation sur les émeutiers et il faut donner des ordres en conséquence, je sais que c’est illégal, mais je me moque de la légalité, on m’a envoyé ici pour rétablir l’ordre et je le rétablirai par n’importe quel moyen. » (Général van der Smissen à l’échevin de Charleroi Defontaine,,,.
Le 30 mars, les funérailles des grévistes morts durant les fusillades ont lieu. Van der Smissen prévient que les funérailles n’auront pas intérêt à être le lieu de nouvelles émeutes.

#### Démission
À l'âge de 67 ans, Van der Smissen a offert sa démission du service actif au ministère de la Guerre. Cependant, il se tenait disponible autant que sa force le lui permettait.

#### Paternité avérée
Van der Smissen est toujours resté célibataire. D'une relation extraconjugale avec une dame bruxelloise, nommée Henriette du Bois ou Dubois, naît à Lille le 21 juillet 1855 un fils, également prénommé Alfred, qu'il reconnaît et soutient financièrement. Dans son testament, quelques mois avant sa mort, il déshérite son fils naturel et nomma son frère cadet Adolphe, avec qui il entretenait une relation étroite, comme unique héritier. Ce fils reconnu, que van der Smissen nomma dans son testament le chagrin de ma vie, servit un temps à Oran comme sergent dans le 2e régiment de la Légion étrangère, et mourut à Paris, XVIIIe arrondissement, en mai 1901 âgé de 45 ans.

#### Suicide
Le soir du 16 juin 1895, il se tire une balle dans la tête à son domicile bruxellois au numéro 11 de la rue du Marteau. Une hypothèse explique ce geste est que van der Smissen se rendait compte que ses facultés mentales comme sa vigueur physique déclinaient avec l'âge. Il est enterré au cimetière de Bruxelles (à Evere) en présence de Philippe, comte de Flandre, et du fils de ce dernier, le futur roi Albert Ier.
Un mois plus tard, son frère Adolphe suit également le même destin. Ses deux autres frères William et Ernest meurent également peu après à quelques mois d'intervalle.

## Distinctions
- Grand officier de l'ordre de Léopold (Belgique).
- Croix militaire (Belgique).
- Commandeur de la Légion d'honneur.
- Médaille française de l'expédition du Mexique.
- Grand-croix de l'ordre de l'Aigle rouge (Prusse).
- Chevalier de l'ordre de Hohenzollern (Prusse).
- Chevalier de l'ordre de Sainte-Anne de Russie.
- Grand-croix de l'ordre de Charles III (Espagne).
- Grand cordon de l'ordre de Saint-Benoît d'Avis (Brésil).
- Commandeur de l'ordre impérial de Guadalupe (Mexique).
- Officier de l'ordre de l'Aigle impérial mexicain.
- Chevalier de l'ordre de Léopold d'Autriche.

## Bande dessinée
Alfred van der Smissen apparaît dans le tome 2 L'Empire de la série Charlotte impératrice où son rôle lors de la guerre au Mexique y est abordé. Il apparait ensuite dans le tome 3 Adios, Carlotta où il devient l'amant de l'impératrice Charlotte.

## Publications
- Alfred van der Smissen, Souvenirs du Mexique (1864-1867), Bruxelles, chez J. Lebègue et Cie, 1892, 232 p., + 3 grandes planches dépliantes militaires (présentation en ligne)